# Villar del Río
Villar del Río è un comune spagnolo di 145 abitanti situato nella comunità autonoma di Castiglia e León.

## Località
Il comune comprende le seguenti località:

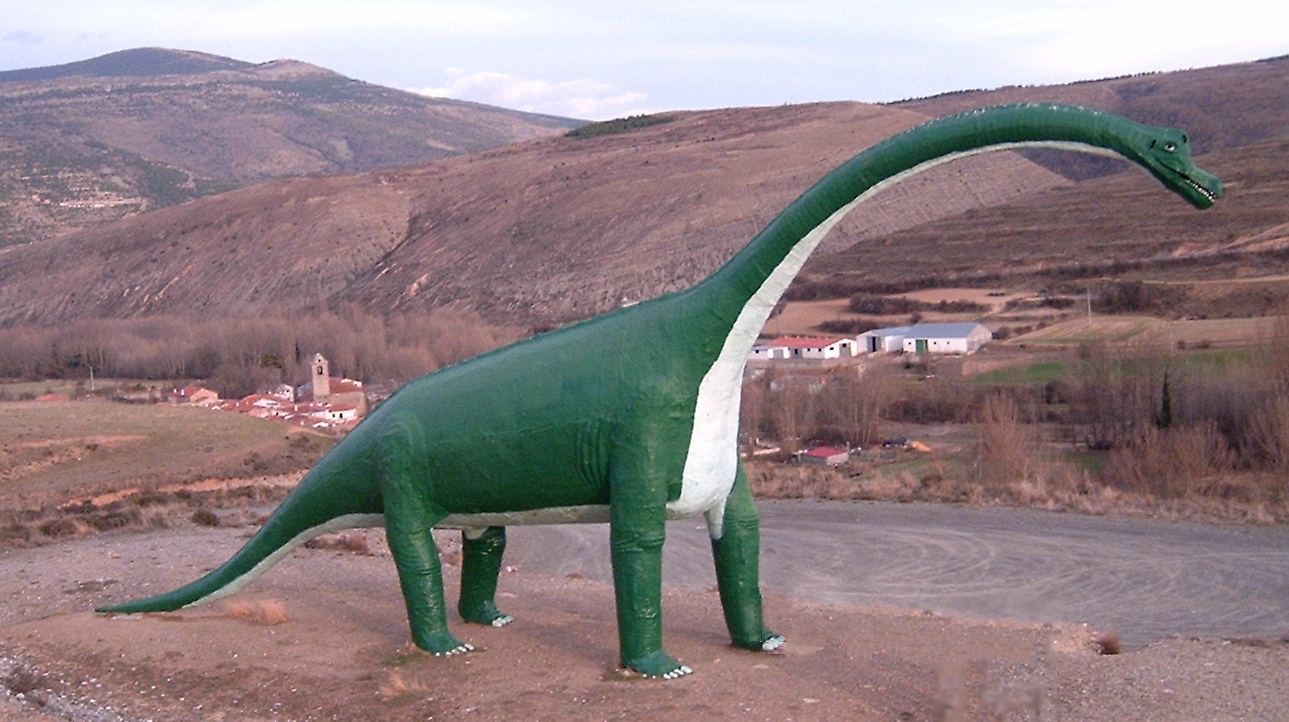
Villar del Río, 2005

- Aldealcardo
- Bretún
- Camporredondo
- Diustes
- Huérteles
- La Cuesta
- La Laguna
- Montaves
- Santa Cecilia
- Valduerteles
- Villar de Maya
- Villar del Río (capoluogo)
- Villaseca Bajera